# Andrea Agostini
Pour les articles homonymes, voir Agostini.
Andrea Agostini, né le 26 novembre 1970, est un coureur de fond italien spécialisé en course en montagne. Il a remporté le titre inofficiel de champion d'Europe de course en montagne 1994 ainsi que le titre de champion d'Italie de course en montagne 1994.

## Biographie
Andrea est l'un des trois fils d'Innocente Agostini, le fondateur du club Atletica Vallecamonica. Il grandit dans un environnement bercé par l'athlétisme.
Il décroche son premier succès international en 1989 en devenant champion du monde junior de course en montagne à Châtillon-en-Diois.
Il connaît une excellente saison 1994. Le 3 juillet il remporte le Critérium européen de course en montagne à Quantin, menant le peloton italien et devient le premier champion d'Europe de course en montagne, mais de manière inofficielle. Il remporte également le titre national de course en montagne.
Le 10 septembre 1995 à Édimbourg, il termine cinquième du Trophée mondial de course en montagne et remporte la médaille d'or par équipe.
Il termine douzième du Trophée européen de course en montagne 2000 à Międzygórze et décroche l'or par équipe. Le 6 août, il remporte la première édition du trail Stralivigno.

## Vie privée
Il est le beau-frère de la spécialiste de course en montagne et raquette à neige Cristina Scolari.

## Palmarès

### Course en montagne
| no  | masculin           | Course                                                 | Longueur | Départ            | Temps           |
| --- | ------------------ | ------------------------------------------------------ | -------- | ----------------- | --------------- |
| 7e  | 7e                 | Trophée mondial de course en montagne - Parcours court | 11,3 km  | 8 septembre 1991  | 55 min 25 s     |
| 1re | Médaille d'or      | Critérium européen de course en montagne               | 11 km    | 3 juillet 1994    | 41 min 9 s      |
| 1re | Médaille d'or      | Scalata dello Zucco                                    | 11 km    | 10 juillet 1994   | 51 min 23 s     |
| 1re | Médaille d'or      | Scalata dello Zucco                                    | 11 km    | 9 juillet 1995    | 53 min 4 s      |
| 5e  | 5e                 | Trophée mondial de course en montagne                  | 12,2 km  | 10 septembre 1995 | 52 min 57 s     |
| 1re | Médaille d'or      | Val Gardena Extrem                                     | 18 km    | 10 septembre 1999 | 1 h 36 min 1 s  |
| 1re | Médaille d'or      | Stralivigno                                            | 19,2 km  | 6 août 2000       | 1 h 10 min 19 s |
| 3e  | Médaille de bronze | Stralivigno                                            | 22 km    | 5 août 2001       | 1 h 16 min 4 s  |
| 2e  | Médaille d'argent  | Stralivigno                                            | 22 km    | 3 août 2003       | 1 h 14 min 49 s |
| 3e  | Médaille de bronze | Dreizinnen-Marathon                                    | 21 km    | 10 septembre 2006 | 1 h 48 min 29 s |

### Cross
| Année | Compétition               | Lieu               | Place | Épreuve       | Temps       |
| ----- | ------------------------- | ------------------ | ----- | ------------- | ----------- |
| 1998  | Cross della Vallecamonica | Darfo Boario Terme | 3e    | Cross-country | 31 min 12 s |

## Records
| Épreuve       | Performance    | Date            | Lieu           |
| ------------- | -------------- | --------------- | -------------- |
| 5 000 mètres  | 14 min 6 s 63  | Conegliano      | 21 juin 1996   |
| 10 000 mètres | 29 min 35 s 5  | Rome            | 29 avril 1995  |
| 10 kilomètres | 30 min 51 s    | Vittorio Veneto | 6 janvier 2005 |
| Semi-marathon | 1 h 5 min 42 s | Villa Lagarina  | 24 mars 1996   |